# Ратнер, Абрам Максимович
Абрам Максимович (Моисеевич) Ратнер (20 июня 1902, Бобруйск, Российская империя  — ?) — советский военный деятель, полковник.

## Биография
Сотрудник военной контрразведки.
В 1921 году воевал в частях особого назначения против банд Булак-Балаховича. С 1927 года служит в ОГПУ, до апреля 1931 года старшим уполномоченным Восточного отдела Полномочного представительства ОГПУ по Крыму, врид начальника особого отдела там же, и переходит в центральный аппарат. В 1938 году исполняющий обязанности начальника 4-го отдела (оперативное обслуживание ВМФ СССР) УОО (2-го Управления) НКВД СССР. С начала войны — начальник КРО Особого отдела НКВД 20-й армии, в 1942—1943 годах — начальник 6-го отделения Особого отдела Калининского фронта, с 1943 года начальник 2-го отдела УКР «Смерш» 1-го Прибалтийского фронта.
В начале июля [1941], при отходе наших войск, находясь в районе Борисова, успешно выполнил ответственное задание по организации службы заграждения, чем обеспечил переход на новый рубеж обороны частей I Мотострелковой дивизии. В этот же период обеспечил работу заградотряда по всей линии фронта армии, а при отходе организовал партизанские группы и, руководя их диверсионной деятельностью, лично уничтожил в 2-х километрах от позиции не вывезенные запасы продовольствия. Принимая непосредственное участие в выполнении задания по организации переправы на Западный берег Днепра I и 2 августа обеспечил вывоз автотранспорта и пушек КОСТИКОВА с запасом снарядов... В октябре месяце, во время выхода из окружения, принимал участие в боях и организации прорыва, благодаря чему весь состав был выведен с оружием и документами.
После войны работал в аппарате ГУКР «Смерш». Уволен из органов МГБ СССР в 1948 году.

### Звания
- Лейтенант государственной безопасности (5 декабря 1935)
- Старший лейтенант государственной безопасности (21 сентября 1937)
- Капитан государственной безопасности (25 июля 1938)
- Полковник (1946).

### Награды
- Почётный сотрудник госбезопасности (9 апреля 1937)
- Орден Красной Звезды (19 декабря 1937) — за образцовое и самоотверженное выполнение важнейших правительственных заданий
- Орден Красной Звезды (28 марта 1942)[2]
- Орден Отечественной войны II степени (29 сентября 1943)[3]
- Орден Красного Знамени (10 июля 1944)
- Медаль «За боевые заслуги» (3 ноября 1944) — за выслугу лет в Красной Армии
- Орден Отечественной войны I степени (21 апреля 1945) — за успешное выполнение специальных заданий Правительства
- Медаль «За победу над Германией в Великой Отечественной войне 1941-1945 гг.» (9 мая 1945)
- Медаль «За взятие Кёнигсберга» (9 июня 1945)
- Орден Красной Звезды (6 ноября 1945) — за долголетнюю и безупречную службу в Красной Армии